# Monkton House (East Lothian)
Monkton House ist ein Herrenhaus in dem schottischen Weiler Old Craighall in der Council Area East Lothian. 1971 wurde das Gebäude in die schottischen Denkmallisten in der höchsten Kategorie A aufgenommen.
Am Standort wurde wahrscheinlich im 16. Jahrhundert ein Tower House errichtet. Teils wird auch ein früherer Bauzeitraum diskutiert. Beim Bau von Monkton House in den 1680er Jahren wurde das Tower House in das Herrenhaus integriert. Die nebenliegenden Stallungen sind hingegen älteren Datums. Sie wurden um 1625 erbaut. Historisch gehörte das Anwesen zur Zisterzienserabtei Newbattle Abbey.

## Beschreibung
Monkton House liegt am Südrand von Old Craighall. Das Mauerwerk besteht aus Bruchstein vom grauen und rötlichen Sandstein. Das dreistöckige Gebäude weist einen L-förmigen Grundriss auf, in welchen das ehemalige Tower House, das den nordöstlichen Abschluss bildet, integriert ist. Beide Gebäudeteile wurden stilistisch zu einer Einheit verschmolzen. Die Gebäudeteile im Innenwinkel sind späteren Datums. Ebenso ein flacher Anbau an der Westseite, der aus dem 18. Jahrhundert stammt. Ein gekehltes Gesimse bekrönt das dortige zweiflüglige Hauptportal. Des Weiteren zieren Bronzearbeiten den Eingangsbereich. Zusammen mit den Stallungen umschlossen die Gebäude einst einen Innenhof an drei Seiten. Der Nordostflügel wurde jedoch abgebrochen, sodass das Herrenhaus und die ehemaligen Stallungen als einzelne gegenüberliegende Gebäude verblieben sind.